# 360-km-Rennen von Brünn 1988

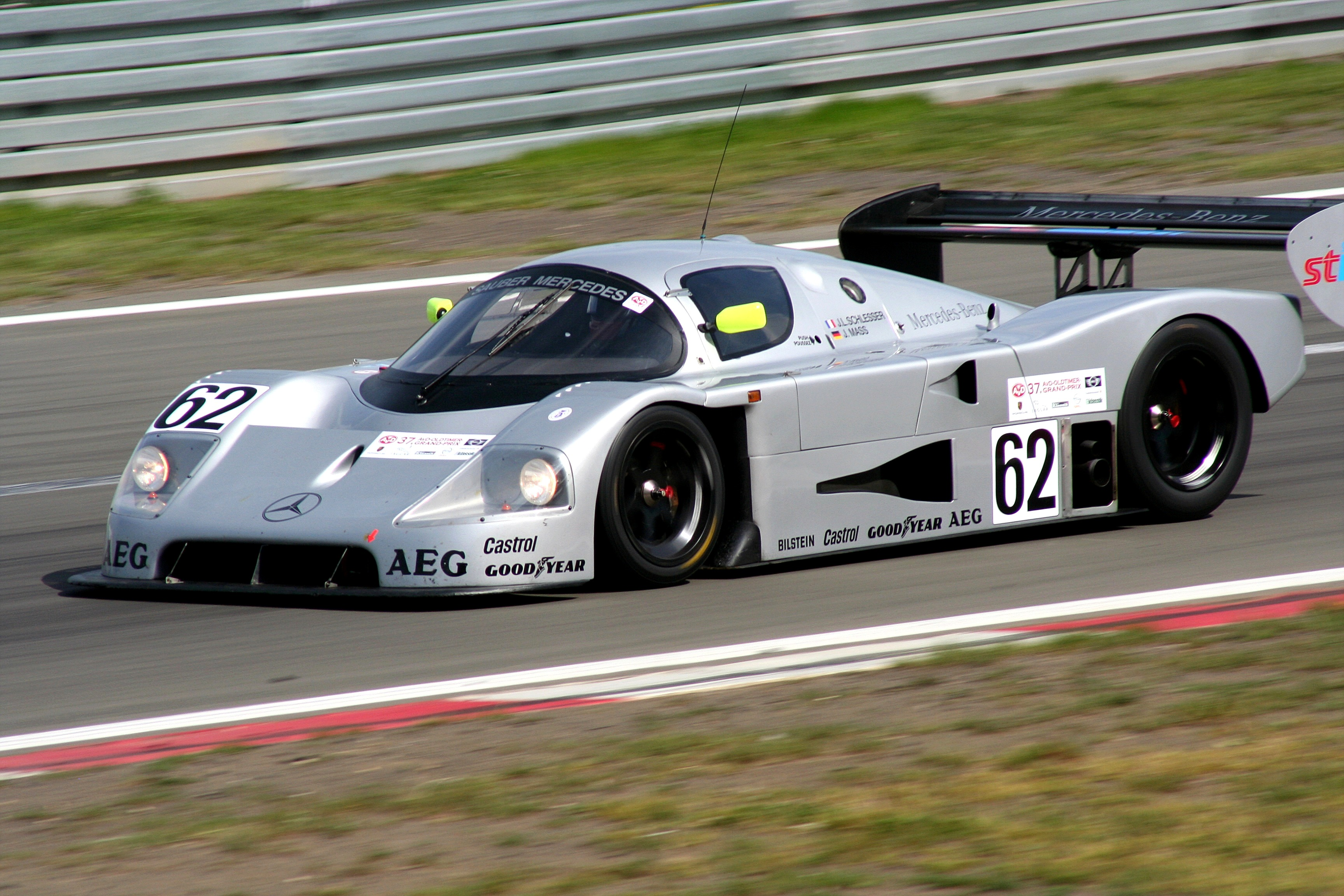
Der Sauber C9 mit der Startnummer 62; der Siegerwagen von Jochen Mass und Jean-Louis Schlesser beim Oldtimer-Grand-Prix am Nürburgring 2009

Das 360-km-Rennen von Brünn 1988, auch Grand Prix ČSSR, Mistrovství Světa Sportovních Prototypů, Automotodrom Brno, fand am 10. Juli auf dem Automotodrom Brno statt und war der sechste Wertungslauf der Sportwagen-Weltmeisterschaft dieses Jahres.

## Das Rennen
Beim Meisterschaftslauf in Brünn fand der Zweikampf zwischen den von Sauber Motorsport eingesetzten C9 und den Jaguar XJR-9 von Tom Walkinshaw seine Fortsetzung. Nach vier Siegen in Folge, darunter der Triumph beim 24-Stunden-Rennen von Le Mans, waren die Jaguar auch in der Tschechoslowakei die Favoriten. Das Training dominierten allerdings die Sauber C9; Jean-Louis Schlesser erzielte mit einer Zeit von 146.440 Minuten die schnellste Rundenzeit und startete aus der Pole-Position. Das Rennen am Sonntag entwickelte sich zu einem der spannendsten der Saison. Im Ziel lagen die ersten vier platzierten Fahrzeuge innerhalb einer Runde. Das Siegerteam Jochen Mass/Jean-Louis Schlesser hatte einen Vorsprung von 20 Sekunden auf den Jaguar von Martin Brundle und John Nielsen.

## Ergebnisse

### Schlussklassement
| 1               | C1 | 62  | Sauber Mercedes             | Jochen Mass Jean-Louis Schlesser    | Sauber C9    | 67 |
| 2               | C1 | 11  | Jaguar Silk Cut             | Martin Brundle John Nielsen         | Jaguar XJR-9 | 67 |
| 3               | C1 | 2   | Jaguar Silk Cut             | Jan Lammers Johnny Dumfries         | Jaguar XJR-9 | 67 |
| 4               | C1 | 61  | Sauber Mercedes             | Mauro Baldi James Weaver            | Sauber C9    | 67 |
| 5               | C1 | 7   | Blaupunkt Joest Racing      | Bob Wollek Louis Krages             | Porsche 962C | 66 |
| 6               | C1 | 8   | Blaupunkt Joest Racing      | Franz Konrad Jürgen Barth           | Porsche 962C | 65 |
| 7               | C2 | 111 | Spice Engineering           | Gordon Spice Ray Bellm              | Spice SE88C  | 65 |
| 8               | C2 | 103 | BP Spice Engineering        | Thorkild Thyrring Almo Coppelli     | Spice SE88C  | 64 |
| 9               | C1 | 40  | Swiss Team Salamin          | Antoine Salamin Luigi Taverna       | Porsche 962C | 63 |
| 10              | C2 | 127 | Chamberlain Engineering     | Nick Adams Paul Scott               | Spice SE86C  | 60 |
| 11              | C2 | 106 | Kelmar Racing               | Pasquale Barberio Vita Veninata     | Tiga GC288   | 60 |
| 12              | C2 | 198 | Roy Baker Racing            | Lon Bender Mike Kimpton             | Tiga GC286   | 56 |
| Disqualifiziert |    |     |                             |                                     |              |    |
| 13              | C2 | 107 | Chamberlain Engineering     | Jean-Louis Ricci Claude Ballot-Léna | Spice SE88C  | 62 |
| Ausgefallen     |    |     |                             |                                     |              |    |
| 14              | C2 | 121 | GP Motorsport               | Costas Los Evan Clements            | Spice SE87C  | 62 |
| 15              | C2 | 177 | Automobiles Louis Descartes | Louis Descartes Gérard Tremblay     | ALD 03       | 32 |
| 16              | C1 | 24  | Dollop Racing               | Jean-Pierre Frey Paolo Giangrossi   | Lancia LC2   | 19 |
| 17              | C2 | 109 | Kelmar Racing               | Maurizio Gellini Raniero Randaccio  | Tiga GC288   | 12 |
| Nicht gestartet |    |     |                             |                                     |              |    |
| 18              | C1 | 20  | Team Lee-Davey              | Tim Lee-Davey Chris Hodgetts        | Tiga GC288   | 1  |
| 19              | C1 | 1T  | Jaguar Silk Cut             | Jan Lammers Johnny Dumfries         | Jaguar XJR-9 | 2  |

1 Wagenbrand im Training
2 Trainingswagen

### Nur in der Meldeliste
Hier finden sich Teams, Fahrer und Fahrzeuge, die ursprünglich für das Rennen gemeldet waren, aber aus den unterschiedlichsten Gründen daran nicht teilnahmen.
| Pos. | Klasse | Nr. | Team                  | Fahrer                                                     | Chassis        |
| ---- | ------ | --- | --------------------- | ---------------------------------------------------------- | -------------- |
| 20   | C1     | 10  | Porsche Kremer Racing | Kris Nissen                                                | Porsche 962C   |
| 21   | C2     | 117 | Lucky Strike Schanche | Martin Schanche                                            | Argo JM19C     |
| 22   | C2     | 160 | Gebhardt Motorsport   | Günther Gebhardt Rudi Seher Stanley Dickens Frank Jelinski | Gebhardt JC873 |
| 23   | C2     | 181 | Luigi Taverna         | Luigi Taverna                                              | Olmas GLT-200  |
| 24   | C2     | 191 | PC Automotive         | Richard Piper                                              | Argo JM19C     |

### Klassensieger
| Klasse | Fahrer       | Fahrer               | Fahrzeug     | Platzierung im Gesamtklassement |
| ------ | ------------ | -------------------- | ------------ | ------------------------------- |
| C1     | Jochen Mass  | Jean-Louis Schlesser | Sauber C9    | Gesamtsieg                      |
| C2     | Gordon Spice | Ray Bellm            | Spiece SE88C | Rang 7                          |

### Renndaten
- Gemeldet: 24
- Gestartet: 17
- Gewertet: 12
- Rennklassen: 2
- Zuschauer: 78000
- Wetter am Renntag: warm und trocken
- Streckenlänge: 5,394 km
- Fahrzeit des Siegerteams: 2:06:40,620 Stunden
- Gesamtrunden des Siegerteams: 67
- Gesamtdistanz des Siegerteams: 361,398 km
- Siegerschnitt: 171,175 km/h
- Pole Position: Jean-Louis Schlesser – Sauber C9 (#62) – 1:46,440 = 182,435 km/h
- Schnellste Rennrunde: Mauro Baldi – Sauber C9 (# 61) – 1.49,770 = 176,901 km/h
- Rennserie: 6. Lauf zur Sportwagen-Weltmeisterschaft 1988